# Jim Ratcliffe
Sir James Arthur Ratcliffe (Failsworth, 1952. október 18. –) angol milliárdos üzletember és vegyészmérnök. Az INEOS vegyészeti cég elnöke és vezérigazgatója, amit 1998-ban alapított és napjainkig kétharmadának tulajdonosa. 2021-ben 65 milliárd dolláros bevétele volt. A közösségi életben nem igazán aktív, a The Sunday Times egyszer „nyilvánosság előtt szégyenlősnek” nevezte. Az Egyesült Királyság leggazdagabb embere volt, mielőtt 2020-ban Monacót tette adózási lakhelyévé, ahol a második leggazdagabb és amivel közel 4 milliárd dollárt spórolt meg. 2020 áprilisában a Bloomberg Billionaires Index vagyonát 28,2 milliárd dollárra tette, amivel a világ 55. leggazdagabb embere.

## Fiatalkora
James Arthur Ratcliffe Failsworth-ben született 1952. október 18-án, egy keretkötőként dolgozó apa és egy könyvelő anya gyermekeként. Tíz éves életkoráig egy önkormányzati lakásban lakott. Apja később egy laboratóriumi berendezéseket gyártó gyárt vezetett.

## Pályafutása
Ratcliffe első állása az Esso olajcégnél volt, amit követően a London Business School tanulójaként szerzett mesterdiplomát (később 25 millió fontot adományozott az iskolának).

### INEOS
Ratcliffe alapítója volt az Inspec-nek, ami kölcsönözte a BP Chemicals egyik telepét Antwerpenben, Belgiumban. 1998-ban létrehozta az INEOS-t, hogy kivásárolja az Inspec-et és megvásárolja az antwerpeni telepet.

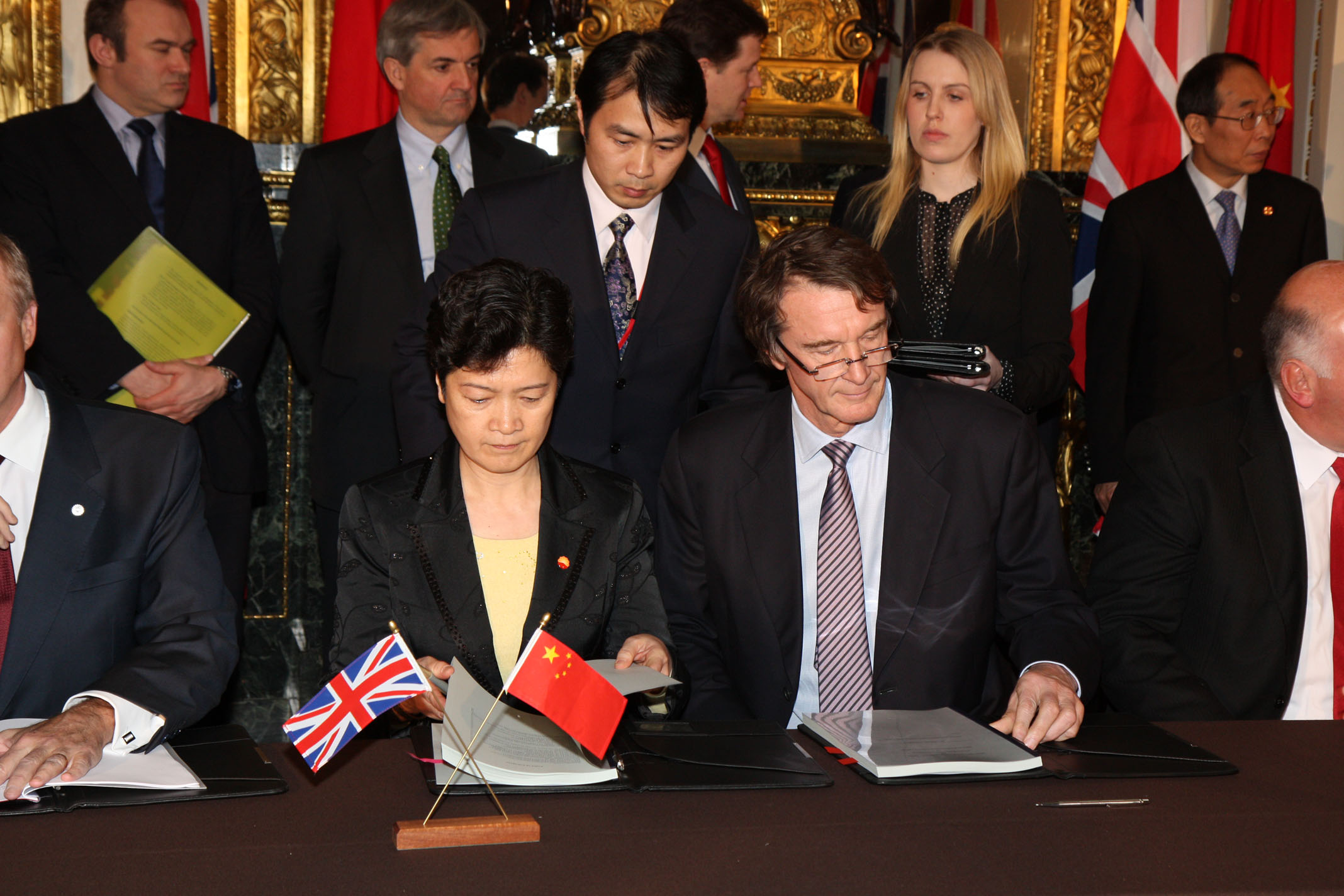
Ratcliffe (jobbra, alul) egy megegyezés aláírása közben

Innen kiindulva elkezdte más cégek, mint az ICI és BP olyan telepeit megvásárolni, amikre azoknak már nem volt szükségük, azzal a feltétellel kiválasztva célpontjait, hogy meg tudná duplázni bevételüket öt év alatt. 2006-ban az INEOS megvásárolta a BP finomító és petrolkémiai ágazatát, az Innovene-t, amivel újabb telepei lettek Skóciában, Olaszországban, Németországban, Belgiumban, Franciaországban és Kanadában.
2010 áprilisában Ratcliffe az INEOS székhelyét Hampshire-ből Svájcba költöztette, ezzel 100 millió fonttal csökkentve azt az összeget, amit a vállalkozásnak fizetnie kell adók formájában. 2015-ben megnyitotta a cég brit székhelyét Londonban.
A Sunday Times Rich List 2018 listán az Egyesült Királyság leggazdagabb emberének nevezték, 21,05 milliárd fontos vagyonával.
2019 februárjában bejelentették, hogy az INEOS egy milliárd fontot fog befektetni a brit olaj és vegyészeti iparban, beleértve régen épített vezetékek felújítását.
2019 májusában kritizálta a brit kormányt a jelenlegi hidraulikus töréssel kapcsolatos szabályokkal kapcsolatban, azt nyilatkozva, hogy: „Szerintem a kormány szánalmas ezzel a témával kapcsolatban.”

### Sportcsapatok
2017. november 13-án Ratcliffe a FC Lausanne-Sport svájci első osztályú csapat tulajdonosa lett.
2018-ban együttműködött Ben Ainslie-vel, hogy az INEOS Team UK részt vegyen a 36. Amerika-kupa jachtversenyen. Ratcliffe több, mint 110 millió fontot fektetett a projektbe.
2019. március 19-én Ratcliffe megvette a Team Sky biciklicsapatot, majd átnevezte Team INEOS-ra, majd Ineos Grenadiers-re. A 2019-es Tour de Yorkshire volt a csapat első versenye az INEOS név alatt. Megnyerték a 2019-es Tour de France és a 2021-es Giro d’Italia versenyeket, Egan Bernal szerződtetésével.
2019. augusztus 22-én az INEOS megvásárolta az OGC Nice francia első osztályú csapatot 100 millió euróért kínai tulajdonosától.
Ratcliffe támogatója volt a 2019-es INEOS 1:59 Challenge-nek, aminek célja az volt, hogy Eliud Kipchoge kenyai futó kevesebb, mint két óra alatt befejezzen egy maratont (42,195 kilométer).
2020 februárjában az INEOS aláírt egy öt éves szponzori szerződést a Mercedes AMG F1 Formula–1-es csapattal. Ugyanebben a hónapban Ratcliffe azt nyilatkozta, hogy nem fog megvásárolni egy Premier League-csapatot, annak ellenére, hogy korábban sajtóhírekben szerepelt, hogy érdekelné a Chelsea megvétele. 2022 áprilisában viszont 4,25 milliárd fontos ajánlatot tett, miután Roman Abramovics bejelentette, hogy eladja a csapatot. Annak ellenére, hogy elutasították első ajánlatát, reménykedett sikerében. Végül Todd Boehly amerikai üzletember vette meg a csapatot.
2021 júliusában Új-Zéland rögbicsapata hat éves szerződést art alá az INEOS-szal, amit a Greenpeace kritizált.

#### Manchester United FC
2022 augusztusában kifejezte érdeklődését, hogy megvegye a Manchester United csapatát. 2022 októberében szóba esett, hogy befektet a West Ham Unitedbe. 2023 januárjában az INEOS bejelentette, hogy tárgyalásokat kezdtek a Manchester United megvételéről, miután a Glazer-család bejelentette, hogy tervezik eladni a Unitedet. A hivatalos ajánlatot 2023. február 17-én tette meg. Több hónapnyi megbeszélések és licitálás után, 2023 októberében döntöttek úgy az amerikai tulajdonosok, hogy eladják az INEOS-nak a csapat 25%-át.

## Magánélete
Két fia született házasságából Amanda Townsonnal. Egy lánya van egy korábbi kapcsolatából Maria Alessia Maresca, olasz jogásszal.
Ratcliffe Monacóban és Hampshire-ben lakik. 2017 májusában beadott egy tervet egy luxusvilla megépítésére Thorns Beach-en, Hampshire-ben. 2020 szeptemberében adózási lakhelyét hivatalosan is Monacóra változtatta, amivel közel négymilliárd dollárt spórolt meg. Van egy ingatlanja a Genfi-tó partján, illetve tulajdonosa a Le Portetta (Courchevel, Franciaország) és a Lime Wood (Hampshire, Anglia) hoteleknek.

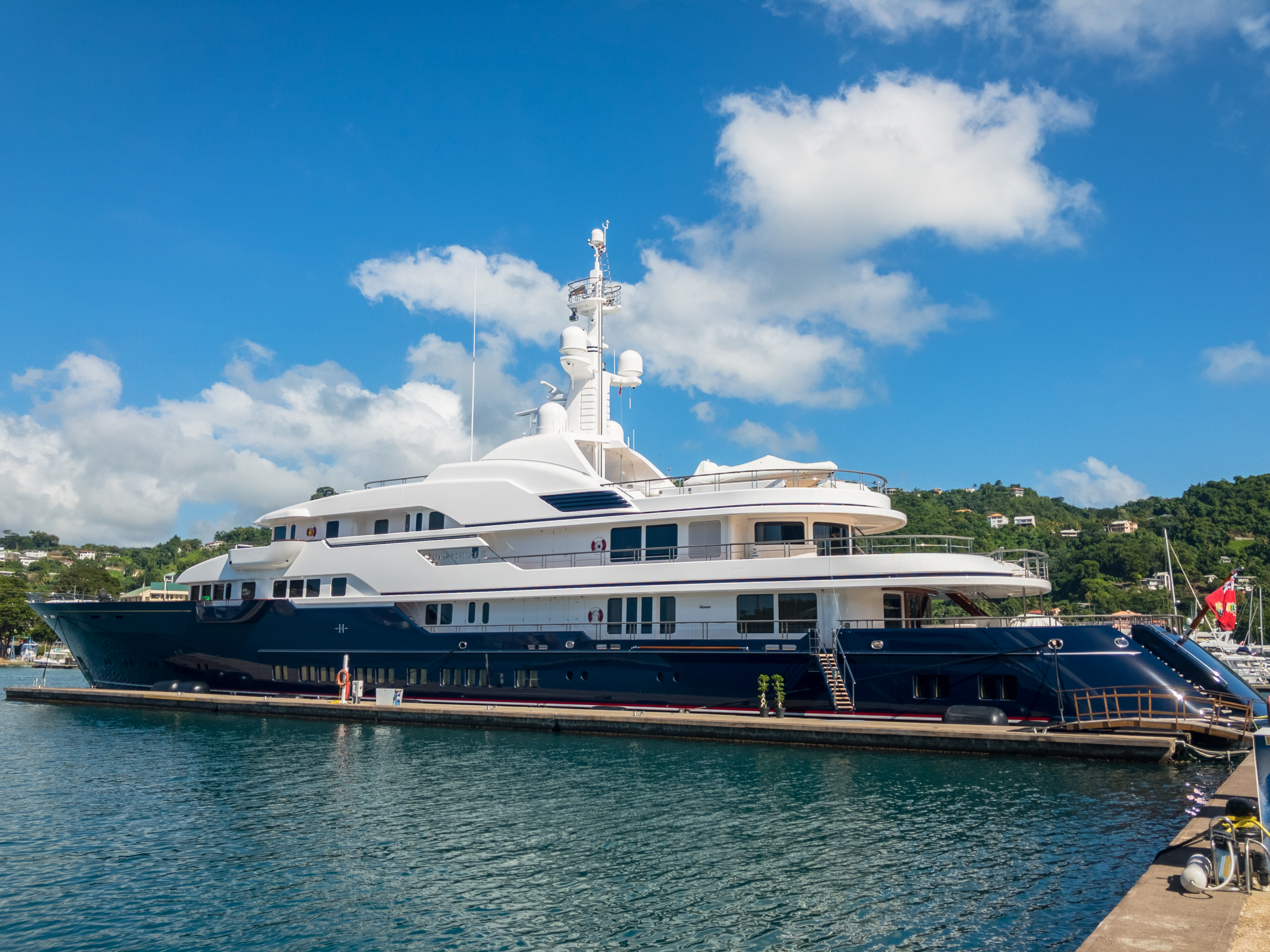
Hampshire II nevű hajója 2018-ban

Vállalkozó szellemű, az északi és a déli-sarkon is járt élete során, egyszer bejárta Dél-Afrikát egy motorral, három hónap alatt. 2013-ban teljesítette a Marathon Des Sables maratont a Szahara sivatagban és megalapította a Go Run for Fun jótékony szervezetet, ami arra buzdít öt és tíz év közötti gyerekeket, hogy legyenek aktívak, mindezt hírességek segítségével. Egy másik jótékony szervezete, a Jim Ratcliffe Foundation felépített egy új sípályát Courchevelben, ahol hátrányos helyzetű gyermekeket tanítanak síelni.
Ratcliffe euroszkeptikus: „Vállalkozásként az INEOS támogatta a közös piacot, de az Európai Egyesült Államokat nem.” Ellenzője az európai törvényeknek, ami szerinte egyre „nehézkesebbé és hatástalanná” teszi az európai gazdaságokat. Többször is megvető felszólalásai voltak országa politikusai ellen, például kritizálta őket a Brexit kivitelezésével és azt mondta gyakran „szívesebben ebédelgetnek bankárokkal” mint, hogy gazdasági problémákról beszéljenek üzletemberekkel és ipari vállalkozókkal.
Két szuperjacht tulajdonosa volt. Első hajóját, a Hampshire-t Barbara Jean néven építette a Feadship. 2012-ben vette át a 78 méter hosszú Hampshire II-t, amit a Royal Van Lent épített.
Ratcliffe a Manchester United rajongója, korábban Chelsea-idényjegye is volt. 2022 augusztusában kifejezte érdeklődését, hogy megvegye a Manchester United csapatát. 2023 januárjában az INEOS egyike volt azon cégeknek, amik tárgyalásokat kezdtek a csapat megvételéről.